# Get Ready (Rare Earth)
Get Ready è il secondo album in studio del gruppo musicale statunitense Rare Earth, pubblicato nel 1969.

## Tracce
1. Magic Key – 3:57 (Gil Bridges, Kenny Folcik)
2. Tobacco Road – 7:11 (John D. Loudermilk)
3. Feelin' Alright – 5:03 (Dave Mason)
4. In Bed – 3:01 (Lynn Henderson, Tom Baird, Wes Henderson)
5. Train to Nowhere – 3:23 (Kim Simmonds, Chris Youlden)
6. Get Ready – 21:30 (William "Smokey" Robinson)